# نيفتشي فرغانة
نيفتشي فرغانة هو نادي كرة قدم أوزبكي تأسس عام 1962. يلعب الفريق في الدرجة الممتازة من الدوري الأوزبكي. الملعب البيتي للنادي هو ملعب فرغانة.

## وصلات خارجية
- الموقع الرسمي (بالأوزبكية) (بالروسية)
- FC Neftchi – soccerway